# Prosper Kestens

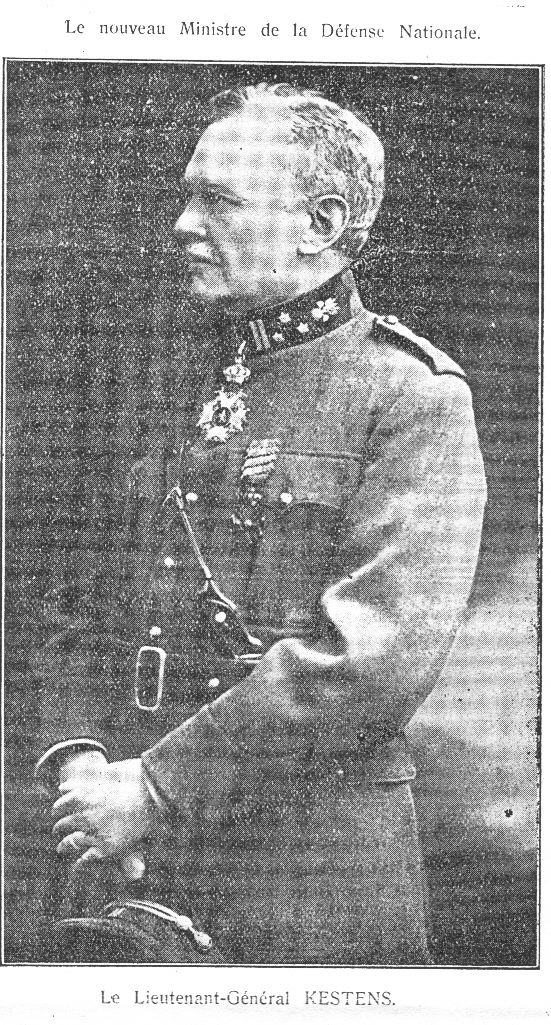
Generaal Prosper Kestens, officiële foto gepubliceerd in de kranten bij zijn benoeming tot minister.

Prosper Kestens (Gent, 29 december 1867 - Sint-Pieters-Woluwe, 14 september 1945) was beroepsmilitair en minister van Landsverdediging.

## Levensloop
Prosper Jean Marie Kestens, zoon van een onderofficier bij de artillerie, werd als “demi boursier” tot de Militaire School in Ter Kameren toegelaten op 20 november 1884, als leerling van de 50 AG (Artillerie-Genie), matricule 11200. Bij het ingangsexamen was hij de eerste op 22. Hij werd bevorderd tot leerling-onderluitenant op l7 december 1886. 
Hij verliet de School als onderluitenant van de Artillerie op 22 mei 1889 en was bij het eindexamen de eerste op elf.
Hij werd docent aan de militaire school van Buenos Aires.  Nadat hijzelf jaren professor bouwkunde en krijgskunst is geweest aan de Hogere Oorlogsschool, ging hij bij de opheffing van deze school in 1908, over naar de Divisie Mobilisatie en Transport van de staf van het Argentijnse leger waar zijn capaciteiten uitermate geapprecieerd werden.
Hij nam deel aan de Eerste Wereldoorlog en beklom de graden van de militaire hiërarchie: kapitein, majoor, luitenant kolonel, kolonel en generaal van de Artillerie.
Na de oorlog leidde hij een divisie van de Infanterie en werd inspecteur-generaal van de Artillerie en luitenant generaal.
Hij trouwde op 23 december 1919 met Emma Larrain Mandiola (°09 april 1887, Santiago, Chili).

## Minister
Op 17 juni 1925 werd hij minister van Landsverdediging in de christendemocratische en socialistische regering Poullet. Hij werd er als 'technicus' gecatalogeerd, en ging door als van liberale strekking.
De regering greep het einde van de Ruhrbezetting door de Belgische troepen aan om tot een inkrimping van het leger en een vermindering van de legerdienst te komen. De schatkist kampte immers met aanzienlijke tekorten, zodat dit welkom zou zijn. Kestens werkte een plan uit om de legerdivisies van 8 naar 6 te herleiden en de dienstplicht tot tien maanden terug te brengen, wat nog ruim boven de zes maanden lag die de socialisten eisten.
Hij wilde echter niet weten van een onmiddellijke toepassing op de lichting 1925 en stond daarin alleen binnen de regering. Hij bleef solidair met de legerstaf, die niet wilde weten van een onmiddellijke vermindering van de dienstplicht. Hij nam dan ook op 16 januari 1926 ontslag. Regeringsleider Poullet vond geen enkele hoge officier bereid om hem op te volgen en nam dan maar zelf de portefeuille over, totdat zijn regering op 19 mei viel. Voormalig en toekomstig premier Charles de Broqueville werd de volgende minister van Landsverdediging in de regeringen van Henri Jaspar.
Prosper Kestens eindigde zijn militaire carrière als commandant van het Eerste legerkorps.

## Publicaties
- La loi de l'évolution au service de l'éducation des individus et des nations, Brussel, 1932